# Тур де Франс 2007
Тур де Франс 2007 — 94-й тур, проходил 7—29 июля 2007 года. Пролог гонки состоялся в Лондоне. Также гонка включала территории Бельгии и Испании. Лондонский старт был приурочен ко дню памяти жертв терактов в Лондоне 7 июля 2005 года. Это был третий раз, когда Тур включал английские этапы: в Плимуте в 1974-м и 2 этапа в Кенте, Сассексе и Нэмпшире в 1994-м.
Маршрут гонки — 3,569.9 километра (2,218.2 mi).
На этом туре впервые выступал фаворит следующих лет Альберто Контадор. Изначально победу ему никто не пророчил, да и сама его команда «Дискавери» не называла его в числе своих главных претендентов на высокие места в «генерале» — возможно, это была часть стратегической игры. Для многих было удивительно уже то, что Контадор надел белую майку лидера и защищал её с большим отрывом. Затем он поднялся на второе место в генеральной классификации, наступая на пятки лидеру Михаэлю Расмунсену. 15 (пиренейский) этап Контадор убедительно выиграл у Расмунсена, и хотя не сбросил того с колеса, но «жёлтая майка» с трудом защищалась. Однако занять первое место шансов у Контадора все же не было, учитывая, что уже на следующем, последнем горном этапе Расмунсен чувствовал себя намного лучше и уехал от Контадора, увеличив отрыв. Вторая разделка показала, что Расмунсен также является невероятно хорошим, как для своего веса и конституции раздельщиком, поэтому рассчитывать на последнюю разделку Контадору не приходится.
Однако все закончилось скандально и неожиданно. Сперва с гонки был снят один из фаворитов, Александр Винокуров. После тяжелого дня на 14-м этапе, когда он отстал на полчаса, он в лучшем своем стиле выиграл 15-й этап, измотав всех гонщиков, шедших с ним в отрыве, бесконечными атаками, пока они просто не сдались. Но после этапа организаторы объявили, что у него взята положительная проба на допинг. Вместе с Винокуровым покинула гонку его команда «Астана». На следующий день на старте гонщики устроили пикет… однако не против организаторов, как это было во время допинговых скандалов 1998-го, требуя уважения к гонщикам, а против своих же товарищей по пелотону, «протестуя против нарушения чистоты спорта». Некоторые гонщики в интервью высказывались, что «им вообще жаль, что Винокуров ехал рядом с ними». Однако пикет поддержали не все, другие, как Дэвид Миллар, говорили, что не одобряют такие инициативы.
А после победы на 16-м этапе был снят обладатель жёлтой майки Михаэль Расмунсен. Подробности выяснились только на следующий день. Оказалось, что он был снят… собственной командой! Он «нарушал дисциплину», «обманывал команду, говоря, что тренировался в Мексике, хотя на самом деле тренировался в Италии», в чём его уличил итальянский журналист Давид Кассани. Многие болельщики были в восторге от такой журналистской бдительности и командной честности. В итоге 17-й этап гонка проехала без жёлтой майки, и затем её получил второй в генерале — Контадор.
Как это бывает достаточно часто, многое в туре должна была решить последняя «разделка» на 19 этапе. Верхняя тройка перед этапом выглядела так: Контадор, Эванс, Лайфаймер. Разрывы были незначительными, и были основания ожидать, что Эванс и Лайфаймер, более сильные раздельщики, чем чистый горняк Контадор, «подвинут» его с первого места. В итоге «разделка» ничего не изменила, все сохранили свои места, но с минимальными разрывами, наименьшими за всю историю тура! Разброс времени в тройке лидеров составил всего 31 секунду.

## Команды
21 стартовала в гонке — в каждой 9 гонщиков, 189 общим числом. Команды were:
| - Бельгия Predictor-Lotto Quick Step-Innergetic - Дания Team CSC - Франция Ag2r Prévoyance Agritubel * Bouygues Télécom Cofidis, le Crédit Par Téléphone Crédit Agricole Française des Jeux - Германия Gerolsteiner T-Mobile Team | - Италия Lampre-Fondital Liquigas Team Milram - Нидерланды Rabobank - Испания Caisse d'Epargne Euskaltel-Euskadi Saunier Duval-Prodir - Швейцария Astana - Великобритания Barloworld * - США Discovery Channel | * Уайлд-кард. |

## Фавориты
После «отставки» семикратного победителя Тура Лэнса Армстронга, учитывая, что Иван Бассо и Флойд Лэндис не участвовали, основные ставки на победу в Тур де Франс 2007 делались на Александра Винокурова, который не стартовал в 2006 из-за нехватки членов команды, но победил на Вуэльта Испания 2006. Главные претендентами так же были Андреас Клёдэн (второй на Тур де Франс 2006) и Алехандро Вальверде, второй после Винокурова на Вуэльте 2006.
В таблице внизу гонщики, которые имели самые высокие ставки на победу на 7 июля 2007 года, день старта.
| Гонщик              | Команда           | Примечания                                                                                      | Decimal Odds | Итоговое место      |
| ------------------- | ----------------- | ----------------------------------------------------------------------------------------------- | ------------ | ------------------- |
| Александр Винокуров | Astana            | Не стартовал в 2006, 5-е место в 2005                                                           | 2.87         | сход                |
| Андреас Клёден      | Astana            | Второе место 2006, победитель на Тиррено-Адриатико 2007                                         | 5.00         | сход                |
| Алехандро Вальверде | Caisse d'Epargne  | Потерпел аварию и сошел в 2006 и 2005, победитель 2006 UCI ProTour                              | 5.00         | 6-й (+ 11' 37")     |
| Кадел Эванс         | Predictor-Lotto   | 4 место в 2006                                                                                  | 13.00        | 2-й (+ 23")         |
| Карлос Састре       | Team CSC          | Третий в 2006                                                                                   | 13.00        | 4-й (+ 7' 08")      |
| Леви Лайфаймер      | Discovery Channel | 12-й в 2006                                                                                     | 17.00        | 3-й (+ 31")         |
| Андрей Кашечкин     | Astana            | Не смог стартовать в 2006, 2-й в классификации «Лучший молодой гонщик» в 2005                   | 17.00        | сход                |
| Денис Меньшов       | Rabobank          | 5-й в 2006                                                                                      | 19.00        | сход                |
| Фрэнк Шлек          | Team CSC          | Победитель этапа 15 Alpe D'Huez в 2006, 10-й в общем зачете                                     | 23.00        | 17-й (+ 31' 48")    |
| Кристоф Моро        | Ag2r Prévoyance   | 7-е место в 2006, победитель Критериум ду Дофине 2007                                           | 23.00        | 37-й (+ 1h 33' 06") |
| Владимир Карпец     | Caisse d'Epargne  | Лучший молодой гонщик Тур де Франс 2004, победитель Вуэльта Каталонии 2007 и Тур Швейцарии 2007 | 26.00        | 14-й (+ 24' 15")    |
| Альберто Контадор   | Discovery Channel | Победитель Париж-Ницца 2007                                                                     | 29.00        | 1-й (91h 00' 26")   |
| Майкл Роджерс       | T-Mobile Team     | 9-й в 2006; Трехкратный чемпион мира в разделке                                                 | 41.00        | сход                |
| Оскар Перейро       | Caisse d'Epargne  | Победитель 2006                                                                                 | 51.00        | 10-й (+ 14' 25")    |

| сошел |

| Закончил в первой пятерке |

## Этапы
| Этап             | Маршрут                            | Дистанция   | Тип этапа                     | Дата                 |
| ---------------- | ---------------------------------- | ----------- | ----------------------------- | -------------------- |
| P                | Лондон                             | 7.9 км      | Индивидуальная гонка на время | Суббота, 7 июля      |
| 1                | Лондон — Кентербери                | 203 км      | Равнина                       | Воскресенье, 8 июля  |
| 2                | Дюнкерк — Гент                     | 168.5 км    | Равнина                       | Понедельник, 9 июля  |
| 3                | Варегем — Компьень                 | 236.5 км    | Равнина                       | Вторник, 10 июля     |
| 4                | Виллер-Котре — Жуаны               | 193 км      | Равнина                       | Среда, 11 июля       |
| 5                | Шабли — Отён                       | 182.5 км    | Холмистый                     | Четверг, 12 июля     |
| 6                | Семюр-ан-Осуа — Бурк-ан-Брес       | 199.5 км    | Равнина                       | Пятница, 13 июля     |
| 7                | Бурк-ан-Брес — Ле-Гран-Борнан      | 197.5 км    | Горный                        | Суббота, 14 июля     |
| 8                | Ле-Гран-Борнан — Тинь              | 165 км      | Горный                        | Воскресенье, 15 июля |
| День отдыха      | День отдыха                        | День отдыха | День отдыха                   | Понедельник, 16 Июля |
| 9                | Валь-д’Изер — Бриансон             | 159.5 км    | Горный                        | Вторник, 17 июля     |
| 10               | Таллар — Марсель                   | 229.5 км    | Равнина                       | Среда, 18 июля       |
| 11               | Марсель — Монпелье                 | 182.5 км    | Равнина                       | Четверг, 19 июля     |
| 12               | Монпелье — Кастр                   | 178.5 км    | Холмистый                     | Пятница, 20 июля     |
| 13               | Альби                              | 54 км       | Индивидуальная гонка на время | Суббота, 21 июля     |
| 14               | Мазаме — Плато де Биль             | 197 км      | Горный                        | Воскресенье, 22 июля |
| 15               | Фуа — Луданвьель                   | 196 км      | Горный                        | Понедельник, 23 июля |
| День отдыха      | День отдыха                        | День отдыха | День отдыха                   | Tuesday, 24 июля     |
| 16               | Ортез — Gourette-Col d'Aubisque    | 218.5 км    | Горный                        | Среда, 25 июля       |
| 17               | По — Кастельсарразен               | 188.5 км    | Transition stage              | Четверг, 26 июля     |
| 18               | Каор — Ангулем                     | 211 км      | Равнина                       | Пятница, 27 июля     |
| 19               | Коньяк — Ангулем                   | 55.5 км     | Индивидуальная гонка на время | Суббота, 28 июля     |
| 20               | Маркусси — Париж (Елисейские Поля) | 146 км      | Равнина                       | Воскресенье, 29 июля |
| Общее расстояние | Общее расстояние                   | 3,569.9 км  |                               |                      |

### Победители этапов
| Этап  | Победитель        | General classification | Points classification | Mountains classification | Young rider classification | Командный зачет   | Самый агрессивный гонщик |
| ----- | ----------------- | ---------------------- | --------------------- | ------------------------ | -------------------------- | ----------------- | ------------------------ |
| P     | Фабиан Канчеллара | Фабиан Канчеллара      | Фабиан Канчеллара     | no award                 | Владимир Гусев             | Astana            | no award                 |
| 1     | Робби МакЮэн      | Фабиан Канчеллара      | Робби МакЮэн          | Дэвид Миллар             | Владимир Гусев             | Astana            | Стефан Оже               |
| 2     | Герт Стегманс     | Фабиан Канчеллара      | Том Бонен             | Дэвид Миллар             | Владимир Гусев             | Astana            | Марсель Зиберг           |
| 3     | Фабиан Канчеллара | Фабиан Канчеллара      | Том Бонен             | Стефан Оже               | Владимир Гусев             | Astana            | Маттьё Ладаню            |
| 4     | Тур Хусховд       | Фабиан Канчеллара      | Том Бонен             | Стефан Оже               | Владимир Гусев             | Astana            | Маттьё Сприк             |
| 5     | Филиппо Поццато   | Фабиан Канчеллара      | Эрик Цабель           | Сильвен Шаванель         | Владимир Гусев             | Team CSC          | Сильвен Шаванель         |
| 6     | Том Бонен         | Фабиан Канчеллара      | Том Бонен             | Сильвен Шаванель         | Владимир Гусев             | Team CSC          | Бредли Уиггинс           |
| 7     | Линус Гердеманн   | Линус Гердеманн        | Том Бонен             | Сильвен Шаванель         | Линус Гердеманн            | T-Mobile Team     | Линус Гердеманн          |
| 8     | Михаэль Расмунсен | Микаэль Расмуссен      | Том Бонен             | Микаэль Расмуссен        | Линус Гердеманн            | Rabobank          | Микаэль Расмуссен        |
| 9     | Маурисио Солер    | Микаэль Расмуссен      | Том Бонен             | Микаэль Расмуссен        | Альберто Контадор          | Caisse d'Epargne  | Ярослав Попович          |
| 10    | Седрик Вассер     | Микаэль Расмуссен      | Том Бонен             | Микаэль Расмуссен        | Альберто Контадор          | Team CSC          | Патрис Альган            |
| 11    | Роберт Хантер     | Микаэль Расмуссен      | Том Бонен             | Микаэль Расмуссен        | Альберто Контадор          | Team CSC          | Бенуа Вогренар           |
| 12    | Том Бонен         | Микаэль Расмуссен      | Том Бонен             | Микаэль Расмуссен        | Альберто Контадор          | Team CSC          | Аметс Чуррука            |
| 13    | Кедэл Эванс*      | Микаэль Расмуссен      | Том Бонен             | Микаэль Расмуссен        | Альберто Контадор          | Astana            | no award                 |
| 14    | Альберто Контадор | Микаэль Расмуссен      | Том Бонен             | Микаэль Расмуссен        | Альберто Контадор          | Discovery Channel | Антонио Колом            |
| 15    | Ким Кирхен*       | Микаэль Расмуссен      | Том Бонен             | Микаэль Расмуссен        | Альберто Контадор          | Astana            | Александр Винокуров      |
| 16    | Михаэль Расмунсен | Микаэль Расмуссен      | Том Бонен             | Маурисио Солер           | Альберто Контадор          | Discovery Channel | Маурисио Солер           |
| 17    | Даниэле Беннати   | Альберто Контадор      | Том Бонен             | Маурисио Солер           | Альберто Контадор          | Discovery Channel | Йенс Фойт                |
| 18    | Санди Касар       | Альберто Контадор      | Том Бонен             | Маурисио Солер           | Альберто Контадор          | Discovery Channel | Санди Касар              |
| 19    | Леви Лайфаймер    | Альберто Контадор      | Том Бонен             | Маурисио Солер           | Альберто Контадор          | Discovery Channel | no award                 |
| 20    | Даниэле Беннати   | Альберто Контадор      | Том Бонен             | Маурисио Солер           | Альберто Контадор          | Discovery Channel | Фредди Бишо              |
| Final |                   | Альберто Контадор      | Том Бонен             | Маурисио Солер           | Альберто Контадор          | Discovery Channel | Аметс Чуррука            |

Обладатели маек, когда один гонщик лидирует в нескольких классификациях:
- На этапе 1 Андреас Клёден носил зелёную майку.
- На этапе 8 Маурисио Солер носил белую майку.
- На этапе 9 Сильвен Шаванель носил гороховую майку.
- На этапах 10—16 Маурисио Солер носил гороховую майку.
- На этапах 18—20 Аметс Чуррука носил белую майку (Чуррука был третьим в классификации лучшего молодого гонщика — второй, Хуан Маурисио Солер, также носил более престижную майку)

Другие примечания:
- Александр Винокуров был снят после 15-го этапа в результате положительного теста на переливание крови, и Ким Кирхен был объявлен победителем этапа 29 апреля 2008 года. Победителем 13 этапа был назван Кэдел Эванс[5].
- Вскоре после того, как Микаэль Расмуссен победил на 16 этапе, его команда Rabobank сняла его с Тура; на старте 17 этапа не было никого в жёлтой майке.

## Результаты зачётов
| \| № \| Гонщик[6] \| Команда \| Время \| \| --- \| ------------------------- \| ----------------- \| ----------- \| \| 1 \| Альберто Контадор (ESP) \| Discovery Channel \| 91h 00' 26" \| \| 2 \| Кэдел Эванс (AUS) \| Predictor-Lotto \| + 23" \| \| DSQ \| Леви Лайфаймер (USA) \| Discovery Channel \| + 31" \| \| 3 \| Карлос Састре (ESP) \| Team CSC \| + 7' 08" \| \| 4 \| Аймар Субельдия (ESP) \| Euskaltel-Euskadi \| + 8' 17" \| \| 5 \| Алехандро Вальверде (ESP) \| Caisse d'Epargne \| + 11' 37" \| \| 6 \| Ким Кирхен (LUX) \| T-Mobile Team \| + 12' 18" \| \| 7 \| Ярослав Попович (UKR) \| Discovery Channel \| + 12' 25" \| \| 8 \| Микел Астарлоса (ESP) \| Euskaltel-Euskadi \| + 14' 14" \| \| 9 \| Оскар Перейро (ESP) \| Caisse d'Epargne \| + 14' 25" \| |                           |                   |             |
| № | Гонщик                    | Команда           | Время       |
| 1 | Альберто Контадор (ESP)   | Discovery Channel | 91h 00' 26" |
| 2 | Кэдел Эванс (AUS)         | Predictor-Lotto   | + 23"       |
| DSQ | Леви Лайфаймер (USA)      | Discovery Channel | + 31"       |
| 3 | Карлос Састре (ESP)       | Team CSC          | + 7' 08"    |
| 4 | Аймар Субельдия (ESP)     | Euskaltel-Euskadi | + 8' 17"    |
| 5 | Алехандро Вальверде (ESP) | Caisse d'Epargne  | + 11' 37"   |
| 6 | Ким Кирхен (LUX)          | T-Mobile Team     | + 12' 18"   |
| 7 | Ярослав Попович (UKR)     | Discovery Channel | + 12' 25"   |
| 8 | Микел Астарлоса (ESP)     | Euskaltel-Euskadi | + 14' 14"   |
| 9 | Оскар Перейро (ESP)       | Caisse d'Epargne  | + 14' 25"   |

| №  | Гонщик                   | Команда               | Очки |
| -- | ------------------------ | --------------------- | ---- |
| 1  | Том Бонен                | Quick Step-Innergetic | 256  |
| 2  | Роберт Хантер (RSA)      | Barloworld            | 234  |
| 3  | Эрик Цабель (GER)        | Team Milram           | 232  |
| 4  | Тур Хусховд (NOR)        | Crédit Agricole       | 186  |
| 5  | Себастьен Шаванель (FRA) | Française des Jeux    | 181  |
| 6  | Даниэле Беннати (ITA)    | Lampre-Fondital       | 160  |
| 7  | Роберт Фёрстер (GER)     | Gerolsteiner          | 140  |
| 8  | Фабиан Канчеллара (SUI)  | Team CSC              | 112  |
| 9  | Кэдел Эванс (AUS)        | Predictor-Lotto       | 109  |
| 10 | Альберто Контадор (ESP)  | Discovery Channel     | 88   |

| №  | Гонщик                    | Команда               | Очки |
| -- | ------------------------- | --------------------- | ---- |
| 1  | Маурисио Солер (COL)      | Barloworld            | 206  |
| 2  | Альберто Контадор (ESP)   | Discovery Channel     | 128  |
| 3  | Ярослав Попович (UKR)     | Discovery Channel     | 105  |
| 4  | Кедэл Эванс (AUS)         | Predictor-Lotto       | 92   |
| 5  | Лоран Лефевр (FRA)        | Bouygues Télécom      | 85   |
| 6  | Хуан Мануэль Гарате (ESP) | Quick Step-Innergetic | 77   |
| 7  | Карлос Састре (ESP)       | Team CSC              | 74   |
| 8  | Хуан Хосе Кобо (ESP)      | Saunier Duval-Prodir  | 68   |
| 9  | Леви Лайфаймер (USA)      | Discovery Channel     | 64   |
| 10 | Аймар Субельдия (ESP)     | Euskaltel-Euskadi     | 64   |

| №  | Гонщик                  | Команда            | Время        |
| -- | ----------------------- | ------------------ | ------------ |
| 1  | Альберто Контадор (ESP) | Discovery Channel  | 91h 00' 26"  |
| 2  | Маурисио Солер (COL)    | Barloworld         | + 16' 51"    |
| 3  | Аметс Чурукка (ESP)     | Euskaltel-Euskadi  | + 49' 34"    |
| 4  | Бернард Коль (AUT)      | Team Gerolsteiner  | + 1h 13' 27" |
| 5  | Константин Сивцов (BLR) | Barloworld         | + 1h 15' 16" |
| 6  | Томас Деккер (NED)      | Rabobank           | + 1h 30' 34" |
| 7  | Линус Гердеманн (GER)   | T-Mobile Team      | + 1h 30' 47" |
| 8  | Владимир Гусев (RUS)    | Discovery Channel  | + 1h 33' 50" |
| 9  | Томас Лёфквист (SWE)    | Française des Jeux | + 2h 22' 50" |
| 10 | Андрей Гривко (UKR)     | Team Milram        | + 2h 41' 41" |

| №  | Команда              | Время        |
| -- | -------------------- | ------------ |
| 1  | Discovery Channel    | 273h 12' 52" |
| 2  | Caisse d'Epargne     | + 19' 36"    |
| 3  | Team CSC             | + 22' 10"    |
| 4  | Rabobank             | + 36' 24"    |
| 5  | Euskaltel-Euskadi    | + 46' 46"    |
| 6  | Saunier Duval-Prodir | + 1h 44' 33" |
| 7  | Predictor-Lotto      | + 1h 50' 21" |
| 8  | Lampre-Fondital      | + 2h 19' 41" |
| 9  | Crédit Agricole      | + 2h 25' 44" |
| 10 | Ag2r Prévoyance      | + 2h 26' 08" |

## Допинговые скандалы
В первую очередь было обнародовано 18 июля, что гонщик Patrik Sinkewitz из T-Mobile Team сдал позитивный тест за месяц до Тура. Скандал был достаточно большим, чтобы германские каналы ZDF и ARD прекратили освещение гонки.
Команда Астана Astana, лидер командного зачета, сошла с гонки после того, как её капитан Александр Винокуров из Казахстана был признан виновным в нелегальном переливании крови. Товарищи по команде Винокурова Андреас Клёден и Андрей Кашечкин были на 5 и 7 местах в общем зачёте.
На старте 16 этапа 25 июля некоторые команды выступили с протестом против того, что допинговому контролю уделяется недостаточно внимания. После этапа организаторы сообщили, что член команды Кофидис Cofidis, le Crédit Par Téléphone Cristian Moreni из Италии сдал позитивный тест на тестостерон, и команда Кофидис снимается с гонки.
Испанец Ибан Майо показал положительный тест на EPO во второй день отдыха, 24 июля.

## Другие инциденты
Немец Маркус Бургхардт столкнулся с собакой-лабрадором на 9 этапе, что закончилось для гонщика тяжелым падением, собака не пострадала.
После 16 этапа лидер общего зачёта Михаэль Расмунсен был уволен его собственной командой, Rabobank. Гонщик был обвинен во лжи: для того чтобы избежать проверки на допинг, он сказал команде, что был в июне в Мексике вместе со своей женой, но был замечен в это время в Италии журналистом Davide Cassani. Поэтому в начале 17 этапа в составе пелотона не было обладателя жёлтой майки. Позже лидерство и майка перешли к Альберто Контадору. Расмунсен отвергает это обвинения, продолжая доказывать, что он был в Мексике.